# Ellen Meiksins Wood
Ellen Meiksins Wood, née le 12 avril 1942 à New York et morte le 14 janvier 2016 à Ottawa, est une historienne marxiste américaine. Ses travaux se rattachent au courant du marxisme politique (en) dont font également partie Robert Brenner, George Comninel, Colin Mooers, Charles Post et Benno Teschke.

## Biographie
Ellen Meiksins Wood est née Ellen Meiksins de parents juifs lettons qui ont émigré en tant que réfugiés politiques.
Elle obtient un Bachelor of Arts en langues slaves à l'université de Californie à Berkeley en 1962, puis poursuit des études en science politique à l'université de Californie à Los Angeles où elle obtient son Ph.D en 1970. Elle enseigne les sciences politiques au Collège universitaire Glendon de l'Université York à Toronto,.
Avec Robert Brenner, Ellen Meiksins Wood articule les fondements du marxisme politique (en), un volet de la théorie marxiste plaçant l'histoire au centre de son analyse. Elle insiste sur la spécificité du capitalisme par rapport aux autres modes de production antérieurs et concurrents, ce qu'il faut entendre dans au moins deux sens : 
- spécificité historico-géographique : le capitalisme n'est pas une tendance éternelle ou naturelle des sociétés humaines, mais est une forme sociale nouvelle née dans une période précise de l'histoire et dans un pays précis - l'Angleterre - à partir de rapports de propriétés qui lui étaient propres et qui le distinguaient nettement des pays voisins comme la France et l'Allemagne[4] ;
- spécificité structurelle : le capitalisme est un mode de production dont la logique se fonde sur l'impératif de la dépendance au marché (par opposition à la simple opportunité de l'accès au marché[5]), ainsi que sur une autonomisation de "l'économique" par rapport au "politique" là où les deux aspects se trouvaient fusionnés dans le féodalisme.

Elle écrit de nombreux livres et articles, dont certains avec son mari, l'historien politique Neal Wood. Elle fait partie du comité de rédaction de la New Left Review de 1984 à 1993. De 1997 à 2000, elle édite le Monthly Review, un mensuel socialiste publié aux États-Unis.
En 1996, elle a été intronisée à la Société royale du Canada, pour marquer son apport dans le milieu académique. 
Ellen Meiksins Wood et son mari, partagent leur temps entre l'Angleterre et le Canada, jusqu'à la mort de Neal en 2003. En 2014, elle épouse Ed Broadbent, un ancien chef du Nouveau Parti démocratique du Canada, avec qui elle vit à Ottawa puis à Londres. Elle décède le 14 janvier 2016 des suites d'un cancer,.

## Ouvrages
- Mind and Politics: An Approach to the Meaning of Liberal and Socialist Individualism (University of California Press, 1972).
- The Retreat from Class: A New 'True' Socialism (Schocken Books, 1986).  (ISBN 0-8052-7280-1)
- The Pristine Culture of Capitalism (Verso, 1992).  (ISBN 0-86091-572-7).
- Democracy Against Capitalism: Renewing Historical Materialism (Cambridge University Press, 1995).  (ISBN 0-521-47682-8). Excerpt available here
- Peasant-Citizen and Slave: The Foundations of Athenian Democracy (Verso, 1997).  (ISBN 0-86091-911-0).
- The Origin of Capitalism (Monthly Review Press, 1999), 120 pp.  (ISBN 1-58367-000-9),  (ISBN 1-58367-007-6).
- The Origin of Capitalism: A Longer View (Verso Books, 2002), 213 pp.  (ISBN 1-85984-392-1),  (ISBN 978-1-85984-392-5).
- Empire of Capital, (Verso, 2003)  (ISBN 978-1-85984-502-8) & livre de poche (Verso, 2005).  (ISBN 1-84467-518-1).
- Citizens to Lords: A Social History of Western Political Thought from Antiquity to the Middle Ages (Verso, 2008).  (ISBN 978-1-84467-243-1).
- Liberty & Property: A Social History of Western Political Thought from Renaissance to Enlightenment (Verso, 2012).  (ISBN 978-1-84467-752-8).

### Ouvrages traduits en français
- L'origine du capitalisme : Une étude approfondie [« The Origin of Capitalism »] (trad. de l'anglais), Montréal (Québec), Lux, 2009, 324 p. (ISBN 978-2-89596-072-0)
- L'empire du capital [« Empire of Capital »] (trad. de l'anglais), Montréal (Québec)/Arles, Lux, 2011, 234 p. (ISBN 978-2-89596-121-5)
- Des citoyens aux seigneurs : Une histoire sociale de la pensée politique de l'Antiquité au Moyen Age [« Citizens to Lords: A Social History of Western Political Thought from Antiquity to the Middle Ages »] (trad. de l'anglais), Montréal (Québec)/Arles, Lux, 2013, 430 p. (ISBN 978-2-89596-137-6)
- Liberté et propriété : Une histoire sociale de la pensée politique occidentale de la Renaissance aux Lumières [« Liberty & Property: A Social History of Western Political Thought from Renaissance to Enlightenment »] (trad. de l'anglais), Montréal (Québec)/Arles, Lux, 2014, 630 p. (ISBN 978-2-89596-186-4)